# Iglesia de la Soledad (Caravaca de la Cruz)
La iglesia de la Soledad es una antigua iglesia fortificada renacentista de la segunda mitad del siglo XVI situada en la localidad murciana de Caravaca de la Cruz (España). Templo desacralizado, hoy día acoge el Museo Arqueológico de la localidad. El 30 de mayo de 1997 fue declarada Bien de Interés Cultural (BORM Decreto 43/1985, de 30 de mayo), incluida en el conjunto Histórico Artístico de Caravaca de la Cruz (BORM. Decreto 43/1985, de 12 de junio).

## Historia
La primitiva iglesia ya estaba construida en el año 1344, cuando Caravaca pasó a la Orden de Santiago. Se trataba de un edificio propio del gótico.
En 1494 y 1498 los visitadores de la Orden de Santiago la revisaron dejando constancia de que estaba muy bien edificada, con buenos muros y cubierta de madera de pino, sobre arcos hechos de mampostería. Al parecer constaba de dos naves y sus muros estaban decorados en el interior con pinturas al fresco que representaban historias de santos y de la pasión de Cristo.
Este templo constaba de un retablo mayor con las imágenes de la Virgen y de Jesucristo en brazos de esta. Además existían otros cinco altares con las siguientes advocaciones: Santa María de Gracia, con un retablo de madera dorado y también historiado con la imagen de la Quinta Angustia; San Sebastián, con otro retablo en que se representaba su imagen; Santa María de la O, con su retablo y la imagen de esta advocación pintada en la pared, imaginamos que al fresco; Santiago Apóstol y, por último, Nuestra Señora de Rosell, cubierta con un paño de seda rasa.

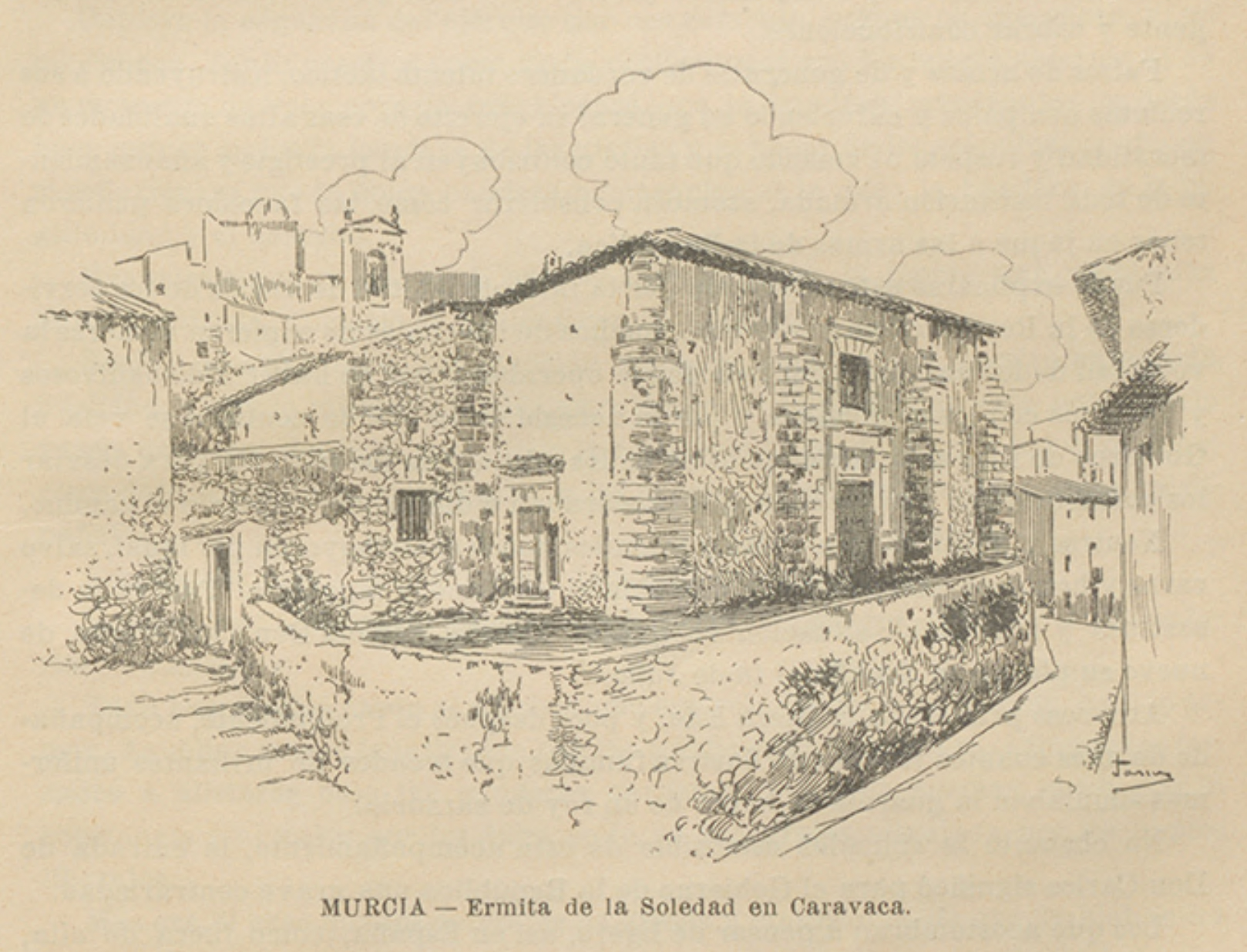
Vista del inmueble en Historia de España en el siglo XIX

Entre 1498 y 1507 se realizaron una serie de obras de ensanche de la iglesia, a las que se añadió una pequeña capilla para la pila de bautismos. Estas obras continuaron incorporando una nueva nave, con lo que sumaba tres, y otras dos capillas, una de ellas construida por el vicario Diego Chacón en 1514 y puesta bajo la advocación de San Miguel, construyéndose un nuevo retablo, que hacia 1515 fue encargado por el Concejo y el propio vicario.
En 1571 se trasladó la parroquia a la actual iglesia de El Salvador, recién construida.

## Arquitectura
Se trata de un templo de planta cuadrada con tres naves, con tres tramos cada una, con nueve bóvedas vaídas, tres de las cuales (las tres del eje principal) son cuadradas y las otras rectangulares. Las columnas son de orden toscano apoyadas sobre pedestales. Cuatro son exentas, y las otras doce son semiempotradas. El coro, retirado en unas obras de restauración, se encontraba a los pies de la iglesia, y también carece de presbiterio. Su patrimonio fue repartido en el siglo XVI entre otras iglesias de la localidad.
Tiene aspecto de fortaleza desde el exterior gracias a un muro que refuerza la estructura, con contrafuertes rectangulares, y circulares los de las esquinas. Cuenta con una cornisa corrida de ladrillo, mientras que el templo es de cantería. 
Las puertas y ventanas son de estilo renacentista, mientras que la puerta lateral es barroca, construida en el siglo XVII. El dintel de la entrada principal es una lápida romana honorífica que procede del Sitio Histórico del Estrecho de las Cuevas de la Encarnación. La espadaña de ladrillo fue demolida en 1966 debido al peligro de derrumbe.
La dirección General de Arquitectura del Ministerio de la Vivienda restauró el templo en 1968.